# Un disco per l'estate 1977
L'edizione 1977 di Saint Vincent Estate, la passerella di canzoni senza gara che sostituisce per alcuni anni Un disco per l'estate, va in onda in televisione sulla Rete Uno il 25 giugno, presentata da Isabella Biagini, Pippo Franco, Franco Franchi ed Oreste Lionello, con la regia di Antonio Moretti.

## Partecipanti
- Roberta Kelly - Zodiac
- Umberto Tozzi - Ti amo
- Alunni del Sole - 'A canzuncella
- La Bottega dell'Arte - Che dolce lei
- I Cugini di Campagna - Conchiglia bianca
- Gianni Bella - Io canto e tu
- Umberto Balsamo -  L'angelo azzurro
- Amanda Lear - Tomorrow
- Loredana Bertè - Fiabe
- Renato Zero - Mi vendo